# Lijst van voetbalinterlands Servië - Verenigde Staten
Deze lijst van voetbalinterlands is een overzicht van alle officiële voetbalwedstrijden tussen de nationale teams van Servië en de Verenigde Staten. De landen speelden tot op heden twee keer tegen elkaar. De eerste ontmoeting, een vriendschappelijke wedstrijd, werd gespeeld in San Diego op 29 januari 2017. Het laatste duel, eveneens een vriendschappelijke wedstrijd, vond plaats op 25 januari 2023 in Los Angeles.

## Wedstrijden
| № | Plaats      | Datum           | Competitie        | Wedstrijd                 | Uitslag |
| - | ----------- | --------------- | ----------------- | ------------------------- | ------- |
| 1 | San Diego   | 29 januari 2017 | Vriendschappelijk | Verenigde Staten – Servië | 0 – 0   |
| 2 | Los Angeles | 25 januari 2023 | Vriendschappelijk | Verenigde Staten − Servië | 1 − 2   |

## Samenvatting
| Competitie        | Totaal gespeeld | Winst Servië | Gelijk | Winst Verenigde Staten | Doelsaldo Servië – Verenigde Staten |
| ----------------- | --------------- | ------------ | ------ | ---------------------- | ----------------------------------- |
| Vriendschappelijk | 2               | 1            | 1      | 0                      | 2 − 1                               |
| Totaal            | 2               | 1            | 1      | 0                      | 2 − 1                               |

## Details

### Eerste ontmoeting
| Vriendschappelijk (San Diego, Verenigde Staten, 29 januari 2017): |              | |
| Verenigde Staten | 0 – 0        | Servië |
| | goals        | |
| Bruce Arena | bondscoach   | Slavoljub Muslin |
| Nick Rimando Chad Marshall Greg Garza 69' Steve Birnbaum Graham Zusi Darlington Nagbe 87' Sacha Kljestan 77' Jermaine Jones 46' Michael Bradley Alejandro Bedoya 65' Jozy Altidore 74'    | opstellingen | Filip Manojlović Stefan Panić Nikola Maraš 55' Nemanja Ćalasan Nikola Ćirković 84' Marko Gobeljić 77' Jovan Đokić 64' Aleksandar Paločević Nemanja Miletić 81' Srđan Plavšić 64' Saša Jovanović |
| Sebastian Lletget 46' Chris Pontius 65' Jorge Villafaña 69' Jordan Morris 74' Benny Feilhaber 77' Juan Agudelo 87'                                                                        | wissels      | 64' Enver Alivodić 64' Marko Mrkić 55' Miloš Simonović 77' Marko Jevtović 81' Lazar Jovanović 84' Marko Klisura                                                                                 |
| Sacha Kljestan 57' | gele kaarten | 80' Nikola Ćirković |
| - Elf debutanten voor Servië. - Honderdste interland van aanvaller Jozy Altidore, waarmee hij de 17de speler uit de Amerikaanse voetbalgeschiedenis is die toetreedt tot de 100 Cap Club. |              | |